# Su-Zhuo (higo)
 'Su-Zhuo' es un cultivar de higuera de tipo higo común Ficus carica bífera es decir de dos cosechas por temporada, las brevas de primavera-verano, y los higos de otoño, de brevas de epidermis de color de fondo violeta oscuro con sobre color púrpura con mancha irregular verde marrón sobre el largo cuello, lenticelas numerosas en diferentes tamaños y color rosado. Variedad de muy buenas característica organolépticas de origen chino, es muy cultivada en huertos y jardines en su país de origen. Se cultiva en la colección de higueras de Montserrat Pons i Boscana en Llucmajor, Islas Baleares y en la colección de higueras catalanas de Galgoni.

## Sinonimia
- „Sin sinónimos“,[6][7][8]

## El cultivo de los higos en China
Dentro del ranking mundial de producción de higos, la producción de China ocupa el puesto número 14. Según las producciones del año 2016, entre los quince países mayores productores mundiales se encuentran Turquía como el mayor productor de higos del mundo con 305,450 toneladas, Egipto es el segundo con 167,622 tn., Argelia con 131.798 tn., Irán 70.178 tn., Marruecos 59881 tn., Siria 43098 tn., Estados Unidos 31600 tn., Brasil 26910 tn., España 25224 tn., Túnez el décimo con 22500 tn., Albania 20902 tn., India 14798 tn., Japón 14341 tn., China el décimo cuarto con 14324 tn., e Italia el decimoquinto con 11297 tn.
La principal zona de producción de higos frescos en China es la península de Shandong. La producción de higos frescos tiene una superficie de cultivo muy extendida. En el norte del país lo más habitual es el cultivo protegido, mientras que en el sur la mayoría se cultiva al aire libre. En los últimos años, con el crecimiento de la demanda de higos, ha crecido también la superficie de cultivo. Se estima que la producción total se eleve un 20% en 2017 con respecto al año anterior. Esto coincide con el aumento diario de la demanda en el mercado, por lo que los precios al consumo se han mantenido estables”, explica Chen Junmiao, de la empresa « “Beijing Guoran Guomei Trading” ».
“La empresa cuenta con un campo de demostración con instalaciones estándares en Pekín, en el distrito turístico de Tiankai Huahai, cuya superficie se pretende ampliar hasta alcanzar 6.666 hectáreas. Allí se cultivan 13 variedades de higos con diferentes formas y colores, y los clientes pueden observar el cultivo ecológico y el proceso de cultivo. Además, la empresa tiene otros 9 terrenos de cultivo en Hebei, Tianjin, Pekín, Shandong y Henan. En estos momentos, la superficie total asciende a 86 hectáreas, con una producción anual de 1,75 millones de kilos. La temporada de producción va de junio hasta que acaba el año y se puede prolongar a 8 meses, lo que significa unos 240 días de cosecha“.

## Características
Las higueras 'Su-Zhuo' son una variedad originaria de China, cultivada en la colección de higueras de Montserrat Pons i Boscana en Llucmajor, Islas Baleares. Es un árbol de porte esparcido cuyas hojas son en su mayoría trilobuladas. De un año a otro, hay variaciones en el sabor y el color de la fruta.
Las brevas 'Su-Zhuo' tienen forma oblonga, de tamaño muy grande, con epidermis con el color de fondo violeta oscuro con sobre color púrpura con mancha irregular verde marrón sobre el largo cuello, lenticelas numerosas en diferentes tamaños y color rosado. Cuello troncocónico muy largo y torcido hacia un lateral, pedúnculo grueso corto de color verde oscuro, escamas pedunculares diminutas. Costillas marcadas, mesocarpio muy fino en la zona del cuerpo del fruto con un ligero color, y más grueso en la zona del cuello con un color blanco. Cavidad interna media o ausente, pulpa de color rosado, aquenios medianos muy numerosos, muy dulce. Maduran a principios de julio.
Los higos 'Su-Zhuo' con forma globoso redondeado con el cuello casi inexistente, de tamaño grande de unos 60 gramos, con epidermis con el color de fondo violeta oscuro negro con sobre color alguna mancha irregular de color púrpura. Pedúnculo grueso corto de color verde oscuro, escamas pedunculares diminutas. Costillas muy marcadas, mesocarpio grueso con un color blanco. Cavidad interna grande, pulpa de color rosado, aquenios medianos muy numerosos, muy dulce. Grietas longitudinales escasas gruesas. Ostiolo de tamaño intermedio con escamas ostiolares pequeñas semi adheridas del mismo color de la piel. Maduran a principios de agosto.

## Cultivo
'Su-Zhuo' se cultiva sobre todo en huertos familiares. La producción de higo en China está muy repartida y se considera una fruta poco común. Debido a su sabor dulce y a su aroma, en los últimos años han ido ganando popularidad.